# قانون المساواة لعام 2010
قانون المساواة لعام ٢٠١٠ (الفصل ١٥) هو قانون صادر عن برلمان المملكة المتحدة، تم إقراره خلال وزارة براون، ويهدف بشكل أساسي إلى توحيد وتحديث وتكملة العديد من القوانين واللوائح السابقة التي شكّلت أساس قانون مكافحة التمييز، وذلك في إنكلترا واسكتلندا وويلز بشكل رئيسي؛ بينما تنطبق بعض المواد أيضًا على أيرلندا الشمالية. وقد شملت هذه القوانين، بشكل رئيسي، قانون المساواة في الأجور لعام ١٩٧٠، وقانون التمييز على أساس الجنس لعام ١٩٧٥، وقانون العلاقات العرقية لعام ١٩٧٦، وقانون التمييز ضد ذوي الإعاقة لعام ١٩٩٥، وثلاث أدوات قانونية رئيسية تحمي من التمييز في العمل على أساس التوجه الجنسي، والعمر، والدين أو المعتقد.
يحمي هذا القانون الأفراد من التمييز أو التحرش أو الانتقام، سواء في مجال العمل أو كمستخدمين للخدمات الخاصة والعامة، وذلك بناءً على الخصائص المحمية التالية: العمر، الإعاقة، الجنس، التوجه الجنسي، الزواج والشراكة المدنية، التحول الجنسي، الحمل والأمومة، العرق، والدين أو المعتقد.
يتشارك القانون عمومًا نفس أهداف التوجيهات الأربعة الكبرى للاتحاد الأوروبي بشأن المعاملة المتساوية، حيث يعكس وينفذ أحكامها. ومع ذلك، فإن هذا القانون يقدّم أيضًا حماية تتجاوز ما ورد في تلك التوجيهات، إذ يشمل الحماية من التمييز على أساس الجنسية والمواطنة، ويوسّع حقوق الأفراد في مجالات الحياة خارج نطاق مكان العمل، فيما يخص الدين أو المعتقد، والإعاقة، والعمر، والجنس، والتوجه الجنسي، والتحول الجنسي.
يتضمن القانون أحكامًا تسمح بتقديم خدمات مخصصة لجنس واحد، بشرط أن تكون القيود "وسيلة متناسبة لتحقيق هدف مشروع". وفيما يتعلق بالإعاقة، فإن أصحاب العمل ومقدمي الخدمات مُلزمون بإجراء تعديلات معقولة في أماكن العمل لإزالة الحواجز التي يواجهها الأشخاص ذوو الإعاقة. وفي هذا الجانب، لم يُغيّر قانون المساواة لعام ٢٠١٠ من الوضع القانوني القائم. ووفقًا للمادة ٢١٧، لا ينطبق القانون على أيرلندا الشمالية، باستثناءات محدودة.

## الخلفية
البرنامج الانتخابي لحزب العمّال لعام ٢٠٠٥ التزامًا بإصدار "مشروع قانون المساواة". وقد أُنشئت "مراجعة قانون التمييز" في عام ٢٠٠٥ من أجل تطوير التشريع، وقادتها "مكتب المساواة الحكومي". وقد أخذت المراجعة بعين الاعتبار نتائج "لجنة مراجعة المساواة"، التي ترأسها تريفور فيليبس، والتي قدّمت تقريرها في شهر شباط ٢٠٠٧.
يهدف القانون إلى تبسيط المنظومة القانونية من خلال جمع قوانين مكافحة التمييز السابقة في قانون واحد. وقد استبدل "قانون المساواة لعام ٢٠١٠" بكل من: "قانون المساواة في الأجور لعام ١٩٧٠"، و"قانون التمييز على أساس الجنس لعام ١٩٧٥"، و"قانون العلاقات العرقية لعام ١٩٧٦"، و"قانون التمييز ضد ذوي الإعاقة لعام ١٩٩٥"، و"لوائح المساواة في العمل (الدين أو المعتقد) لعام ٢٠٠٣"، و"لوائح المساواة في العمل (التوجه الجنسي) لعام ٢٠٠٣"، و"لوائح المساواة في العمل (العمر) لعام ٢٠٠٦".
كتبت بولي توينبي أن مشروع القانون، الذي تمّ إعداده تحت إشراف هارييت هارمان، كان "أكبر فكرة لحزب العمّال منذ ١١ عامًا. إن واجب القطاع العام في تقليص الفجوة بين الأغنياء والفقراء سيتعامل مع الانقسام الطبقي بطريقة لا تقدر عليها أي سياسة أخرى... هذا الواجب الجديد لتضييق الفجوة سيخترق كل جانب من جوانب السياسة الحكومية. وتداعياته المحتملة هائلة للغاية يصعب تصوّرها". وقد وصفه أحد أعضاء مجلس الوزراء بأنه "الاشتراكية في مادة واحدة".
هذا الجزء من التشريع لم يُفعّل أبدًا، باستثناء السلطات المفوّضة في اسكتلندا.
تمدّ المادتان ١٠٤–١٠٥ من القانون حتى عام ٢٠٣٠ الإعفاء من قانون التمييز على أساس الجنس، والذي يسمح للأحزاب السياسية بوضع قوائم قصيرة مكوّنة بالكامل من النساء. وكان هذا الإعفاء مسموحًا به سابقًا بموجب "قانون التمييز على أساس الجنس (مرشّحو الانتخابات) لعام ٢٠٠٢".
وقد اكتملت الإجراءات البرلمانية، بعد مناقشة، مباشرةً بعد الساعة الحادية عشرة مساءً من ٦ نيسان ٢٠١٠، عندما تم قبول التعديلات التي أجراها مجلس اللوردات بالكامل.

## النقاش

### إصلاح النظام الملكي
في نيسان ٢٠٠٨، أعلنت المحامية العامة فيرا بيرد أنه كجزء من "مشروع قانون المساواة الشاملة"، سيتم إدخال تشريع لإلغاء أجزاء من "قانون التسوية لعام ١٧٠١" التي تمنع الكاثوليك الرومان أو من يتزوجون من كاثوليك رومان من اعتلاء العرش، وكذلك لتغيير نظام وراثة العرش من "الأولوية الذكورية القرابية" إلى "الأولوية المطلقة للابن البكر"، بحيث يرث الوريث البكر العرش بغضّ النظر عن الجنس أو الدين.
ومع ذلك، وفي وقت لاحق من عام ٢٠٠٨، قررت المدعية العامة البارونة أسثال من اسكتلندا عدم رعاية أي تعديل على قانون الخلافة، قائلة: "إن إدخال تغييرات على قانون الخلافة سيكون أمرًا معقدًا يتطلب تعديل أو إلغاء عدد من التشريعات ذات الصلة، بالإضافة إلى الحاجة لموافقة الهيئات التشريعية في دول الكومنولث الأعضاء".
لم يتضمن مشروع القانون المنشور أي أحكام لتغيير قوانين الخلافة. وقد أُلغي نظام "الأولوية الذكورية في الوراثة" للملكية البريطانية بشكل منفصل بعد ثلاث سنوات من دخول "قانون المساواة" حيّز التنفيذ، وذلك من خلال سنّ "قانون خلافة العرش لعام ٢٠١٣".

## معارضة من الأساقفة الكاثوليك الرومان
على الرغم من أنّ القانون لم يكن سيغيّر الوضع القانوني القائم فيما يتعلق بالكنائس، ولا القانون الملزِم للاتحاد الأوروبي الذي يشمل عددًا أكبر بكثير من الكاثوليك الرومان مقارنة بالمقيمين في المملكة المتحدة، وعلى الرغم من أنّ الموقف قد تم توضيحه أمام المحكمة العليا في القضية ر. (أميكوس) ضد وزير الدولة للتجارة والصناعة، فقد قام عدد قليل من أساقفة الكنيسة الكاثوليكية الرومانية في إنكلترا وويلز بادعاء أنّه قد تتم ملاحقتهم قضائيًّا بموجب قانون المساواة لعام ٢٠١٠ إذا ما رفضوا في المستقبل السماح للنساء، أو الرجال المتزوجين، أو الأشخاص المتحولين جنسيًّا، أو المثليين بالانضمام إلى الكهنوت.
وقد رفضت الحكومة هذا الادعاء. وقال متحدّث باسم الحكومة إن هناك استثناءً في القانون "يشمل رجال الدين مثل الكهنة الكاثوليك"، كما أوضح بيان صادر عن مكتب المساواة الحكومي أنّ "مشروع قانون المساواة لن يغيّر الوضع القانوني القائم بشأن الكنائس والتوظيف".
وقد تعرّض التشريع أيضًا لانتقادات من رجال دين أنغليكان.

## المهن المستثناة
بعض أنواع التوظيف مستثناة من تطبيق القانون، وتشمل:
- الكهنة، والرهبان، والراهبات، والحاخامات، ورجال الدين.
- الممثلون وعارضي الأزياء في صناعات السينما والتلفزيون والأزياء (مثل ممثلة بريطانية صينية لدور محدد).
- برامج التدريب الوظيفي الخاصة التي تستهدف الأقليات العرقية، أو من سبق إدانتهم جنائيًّا، أو البالغين الشباب، أو العاطلين عن العمل لفترة طويلة، أو ذوي الإعاقات الجسدية أو العقلية.
- الوظائف التي تتطلب حساسية ثقافية (مثل برنامج وثائقي يحتاج إلى إجراء مقابلات مع ضحايا عنف منزلي من الذكور على يد باحث ذكر، أو خط دعم للمثليين من ضحايا العنف المنزلي).
- الحالات التي قد تتعرض فيها السلامة أو الكفاءة التشغيلية للخطر.
- الأحزاب السياسية التي تستخدم "الخصائص المحمية" (العمر، العرق، الدين، الجنس، التوجه الجنسي) كمعايير لاختيار المرشحين؛[23] ومع ذلك، فإن هذه "الترتيبات لا تشمل قوائم مختصرة تقتصر فقط على أشخاص يمتلكون خاصية محمية معينة"، باستثناء الجنس، الذي لا يزال يمكن استخدامه لترجيح الاختيار في بعض الظروف (مثل القوائم النسائية الكاملة).
- موظفو الدعم المحليون العاملون في السفارات والمفوضيات السامية، وذلك بموجب الحصانة الدبلوماسية.
- الحالات التي قد تتعرض فيها الأمن القومي للخطر.

## تشريع القانون
| القسم                                            | المحتوى |
| ------------------------------------------------ | --- |
| جزء من سلسلة حول                                 | حقوق المثليين والمثليات ومزدوجي الميل الجنسي والمتحولين جنسياً في المملكة المتحدة |
| حسب الموقع                                       | المملكة المتحدةاسكتلنداأيرلندا الشمالية |
| المناطق التاجية                                  | غيرنسيجيرسيجزيرة مان |
| الأراضي الخارجية                                 | أنغيلاأكروتيري وذكيليابرموداجزر فيرجن البريطانيةجزر كايمانجزر فوكلاندجبل طارقمونتسيراتجزر بيتكيرنسانت هيلينا، أسينشين وتريستان دا كوناجزر توركس وكايكوس |
| زواج نفس الجنس حسب الإقليم                       | المملكة المتحدةاسكتلنداأيرلندا الشماليةغيرنسيجيرسيجزيرة مانأكروتيري وذكيليابرموداإقليم أنتاركتيكا البريطانيإقليم المحيط الهندي البريطانيجزر كايمانجزر فوكلاندجبل طارقجزر بيتكيرنسانت هيلينا، أسينشين وتريستان دا كوناجورجيا الجنوبية وجزر ساندويتش الجنوبية |
| الجوانب السياسية                                 | التوجه الجنسيالتبنيسن الرشدالتبرع بالدمالأمة المسيحيةالشراكة المدنيةتاريخ العنفالإيدز/فيروس نقص المناعة البشريةالسياسة العسكريةزواج نفس الجنس |
| الهوية الجنسية والجنس والخصائص الجنسية المتداخلة | حركة مكافحة التحول الجنسي في القرن الحادي والعشرينحقوق المتحولين جنسياًحقوق الأشخاص ذوي الخصائص الجنسية المتداخلةخدمة تطوير الهوية الجنسية في هيئة الخدمات الصحية الوطنيةلجنة الاعتراف بالجنس |
| التشريعات                                        | الجرائم:قانون بوجري 1533قانون الجرائم ضد الأشخاص 1828قانون الجرائم ضد الأشخاص 1861تعديل لابوشيرتقرير وولفيندينقانون الجرائم الجنسية 1967قانون العدالة الجنائية (اسكتلندا) 1980أمر الجرائم الجنسية 1982المادة 28قانون العدالة الجنائية والنظام العام 1994قانون تعديل الجرائم الجنسية 2000قانون الجرائم الجنسية 2003قانون الشرطة والجريمة 2017 (قانون آلان تورينغ)قانون الشحن البحري (السلوك الجنسي) 2017قانون الجرائم الجنسية التاريخية (العفو وعدم الاعتبار) (اسكتلندا) 2018                                                     |
| الحماية والاعتراف                                | قانون النظام العام 1986لوائح التمييز الجنسي (تغيير الجنس) 1999قانون التبني والأطفال 2002لوائح المساواة في التوظيف (التوجه الجنسي) 2003قانون الشراكة المدنية 2004قانون الاعتراف بالجنس 2004قانون المساواة 2006لوائح قانون المساواة (التوجه الجنسي) 2007قانون العدالة الجنائية والهجرة 2008قانون التخصيب البشري والأجنة 2008قانون المساواة 2010قانون الزواج (الأزواج من نفس الجنس) 2013قانون الزواج والشراكة المدنية (اسكتلندا) 2014قانون تسجيل الشراكات المدنية والزواج والوفيات 2019قانون تشكيل الحكومة في أيرلندا الشمالية 2019 |
| التقاضي                                          | كوربت ضد كوربت (1969)X ضد المملكة المتحدة (1978)دودجسون ضد المملكة المتحدة (1981)آر ضد براون (1993)ساذرلاند ضد المملكة المتحدة (1994)سميث وغريدي ضد المملكة المتحدة (1999)جودوين و أنا ضد المملكة المتحدة (2002)HJ و HT ضد وزير الداخلية (2010)صندوق الإيدز الوطني ضد هيئة الخدمات الصحية الوطنية (2016)كين ضد وزير الداخلية (2021)بيل ضد تافستوك (2021)AB ضد CD وآخرون (2021)لصيغة فور وومن اسكتلندا المحدودة ضد الوزراء الاسكتلنديين (2025)                                                                                    |
| الثقافة                                          | حسب المدينة: برايتون، كارديف، لندن، ليفربول، ليدز، مانشستر أحياء المثليين: حي المثليين في برمنغهام، ذا كولز، شارع القناة (مانشستر)، شارع أولد كومبتون، حي برايد (ليفربول)، فوكسهول المثليين الذكور: بولاري، الساونا، التعارف الجنسي |
| المنظمات                                         | مناصرة ودعم المثليين والمثليات:ستونوول، أرشيف هول-كاربنتر، مجموعة استشارية للرجال السود المثليين، أكت، مؤسسة ناز ومات، FFLAG، مؤسسة المثليين والمثليات ومزدوجي الميل الجنسي والمتحولين جنسياً، شبكة المثليين، أوترايت اسكتلندا، سويتشبورد (المملكة المتحدة)، اتحاد الطلبة المثليين، الديمقراطيون الليبراليون للمثليين، المحافظون للمثليين، حزب العمال للمثليين، حملة العمال لحقوق المتحولين جنسياً، ميرميدز، بريس فور تشينج، ثي جندر تراست                                                                                         |
| فعاليات الفخر                                    | BiCon (المملكة المتحدة)، بيغ جاي أوت، برمنغهام برايد، بورن فري، برايتون برايد، بريستول برايد، دونكاستر برايد، جي فيست - مهرجان الفنون للمثليين، جلاسجاي!، هوموتوبيا (ليفربول)، ليدز برايد، ليستر برايد، شهر تاريخ المثليين، بي إف آي فلير: مهرجان لندن للأفلام المثليين، مانشستر برايد، مستر جاي المملكة المتحدة، مستر جاي ويلز، نورذرن برايد، نوتنغهامشاير برايد، برايد كومري، برايد جلاسكو، برايد في هال، برايد في ليفربول، برايد في لندن، برايد سكوتيا، ريدينغ برايد، سوينسي برايد، ورثينغ برايد                              |
| مجموعات سابقة                                    | آوت راج!، حملة للمساواة للمثليين، جمعية إصلاح قانون المثلية، جبهة تحرير المثليين، فريق عمل حقوق المثليين، رتبة كايرونيا |
| التاريخ                                          | الموضوعات: الخط الزمني، قائمة السياسيين، أول من شغل مناصب LGBT، العنف ضد LGBT، أزمة الإيدز، عقوبة الإعدام الخط الزمني المختصر:342 م: نشاط الرجال مع الرجال أصبح غير قانوني1533 م: عقوبة الإعدام على نشاط الرجال مع الرجال1543 م: توسيع قانون بوجري إلى ويلز...2021 م: معادلة فترة تأجيل التبرع بالدم |

## المحتويات
الجزء الأول: التفاوتات الاجتماعية والاقتصادية
أشارت حكومة المملكة المتحدة إلى نيتها عدم تفعيل هذا الجزء فيما يخص السلطات العامة في المملكة المتحدة.
ومع ذلك، فقد فعّلت الحكومة الاسكتلندية هذا القسم فيما يخص السلطات الاسكتلندية المفوّضة. وقد دخل حيّز التنفيذ لتلك السلطات في ١ نيسان ٢٠١٨، وتُعرف المتطلبات القانونية التي يفرضها هذا الجزء من القانون على تلك السلطات لدى الحكومة الاسكتلندية باسم واجب اسكتلندا الأكثر عدالة.
كما أن للحكومة الويلزية أيضًا صلاحية تفعيل هذا القسم فيما يخص السلطات الويلزية المفوّضة، لكنها لم تفعل ذلك بعد.
الجزء الثاني: المساواة – المفاهيم الأساسية.
الفصل الأول: الخصائص المحمية.
الفصل الثاني: السلوك المحظور.
الجزء الثالث: الخدمات والوظائف العامة.
الجزء الرابع: الأماكن.
الجزء الخامس: العمل.
الفصل الأول: التوظيف وما شابه.
الفصل الثاني: خطط التقاعد المهني.
الفصل الثالث: المساواة في الشروط.
الفصل الرابع: أحكام تكميلية.
الجزء السادس: التعليم.
الفصل الأول: المدارس.
الفصل الثاني: التعليم الإضافي والعالي.
الفصل الثالث: هيئات المؤهلات العامة.
الفصل الرابع: متفرقات.
الجزء السابع: الجمعيات.
الجزء الثامن: السلوك المحظور – الجوانب المساعدة.
الجزء التاسع: التنفيذ.
الفصل الأول: تمهيدي.
الفصل الثاني: المحاكم المدنية.
الفصل الثالث: محاكم العمل.
الفصل الرابع: المساواة في الشروط.
الفصل الخامس: متفرقات.
الجزء العاشر: العقود وما شابه.
الجزء الحادي عشر: تعزيز المساواة
الفصل الأول: واجب المساواة في القطاع العام
الفصل الثاني: الإجراءات الإيجابية
الجزء الثاني عشر: الأشخاص ذوو الإعاقة – النقل
الجزء الثاني عشر: الأشخاص ذوو الإعاقة – النقل
الفصل الأول: سيارات الأجرة وما شابه
الفصل الثاني: مركبات النقل العام
الفصل الثالث: مركبات السكك الحديدية
الفصل الرابع: أحكام تكميلية
الجزء الثالث عشر: الإعاقة – متفرقات
الجزء الثالث عشر: الإعاقة – متفرقات
الجزء الرابع عشر: الاستثناءات العامة
الجزء الخامس عشر: أحكام عامة ومتفرقة
الجزء الخامس عشر: أحكام عامة ومتفرقة
| القسم                                            | التفاصيل |
| ------------------------------------------------ | --- |
| جزء من سلسلة حول                                 | حقوق المثليين والمثليات ومزدوجي الميل الجنسي والمتحولين جنسياً في المملكة المتحدة |
| حسب الموقع                                       | المملكة المتحدةاسكتلنداأيرلندا الشمالية |
| المناطق التاجية                                  | غيرنسيجيرسيجزيرة مان |
| الأراضي الخارجية                                 | أنغيلاأكروتيري وذكيليابرموداجزر فيرجن البريطانيةجزر كايمانجزر فوكلاندجبل طارقمونتسيراتجزر بيتكيرنسانت هيلينا، أسينشين وتريستان دا كوناجزر توركس وكايكوس |
| زواج نفس الجنس حسب الإقليم                       | المملكة المتحدةاسكتلنداأيرلندا الشماليةغيرنسيجيرسيجزيرة مانأكروتيري وذكيليابرموداإقليم أنتاركتيكا البريطانيإقليم المحيط الهندي البريطانيجزر كايمانجزر فوكلاندجبل طارقجزر بيتكيرنسانت هيلينا، أسينشين وتريستان دا كوناجورجيا الجنوبية وجزر ساندويتش الجنوبية |
| الجوانب السياسية                                 | التوجه الجنسيالتبنيسن الرشدالتبرع بالدمالأمة المسيحيةالشراكة المدنيةتاريخ العنففيروس نقص المناعة البشرية/الإيدزالسياسة العسكريةزواج نفس الجنس |
| الهوية الجنسية والجنس والخصائص الجنسية المتداخلة | حركة مكافحة التحول الجنسي في القرن الحادي والعشرينحقوق المتحولين جنسياًحقوق الأشخاص ذوي الخصائص الجنسية المتداخلةخدمة تطوير الهوية الجنسية في هيئة الخدمات الصحية الوطنية (NHS)لجنة الاعتراف بالجنس |
| التشريعات: الجرائم                               | قانون بوجري 1533قانون الجرائم ضد الأشخاص 1828قانون الجرائم ضد الأشخاص 1861تعديل لابوشيرتقرير وولفيندينقانون الجرائم الجنسية 1967قانون العدالة الجنائية (اسكتلندا) 1980أمر الجرائم الجنسية 1982المادة 28قانون العدالة الجنائية والنظام العام 1994قانون تعديل الجرائم الجنسية 2000قانون الجرائم الجنسية 2003قانون الشرطة والجريمة 2017قانون آلان تورينغقانون الشحن البحري (السلوك الجنسي) 2017قانون الجرائم الجنسية التاريخية (العفو وعدم الاعتبار) (اسكتلندا) 2018 |
| الحماية والاعتراف                                | قانون النظام العام 1986لوائح التمييز الجنسي (تغيير الجنس) 1999قانون التبني والأطفال 2002لوائح المساواة في التوظيف (التوجه الجنسي) 2003قانون الشراكة المدنية 2004قانون الاعتراف بالجنس 2004قانون المساواة 2006لوائح قانون المساواة (التوجه الجنسي) 2007قانون العدالة الجنائية والهجرة 2008قانون التخصيب البشري والأجنة 2008قانون المساواة 2010قانون الزواج (الأزواج من نفس الجنس) 2013قانون الزواج والشراكة المدنية (اسكتلندا) 2014قانون تسجيل الشراكات المدنية والزواج والوفيات 2019قانون تشكيل الحكومة في أيرلندا الشمالية 2019 |
| القضايا القانونية (التقاضي)                      | كوربت ضد كوربت (1969)X ضد المملكة المتحدة (1978)دودجسون ضد المملكة المتحدة (1981)آر ضد براون (1993)ساذرلاند ضد المملكة المتحدة (1994)سميث وغريدي ضد المملكة المتحدة (1999)جودوين وأنا ضد المملكة المتحدة (2002)HJ و HT ضد وزير الداخلية (2010)صندوق الإيدز الوطني ضد هيئة الخدمات الصحية (2016)كين ضد وزير الداخلية (2021)بيل ضد تافستوك (2021)AB ضد CD وآخرون (2021)لصيغة فور وومن اسكتلندا ضد الوزراء الاسكتلنديين (2025) |
| الثقافة حسب المدينة                              | برايتونكارديفلندنليفربولليدزمانشستر |
| أحياء المثليين                                   | حي المثليين في برمنغهامذا كولزشارع القناة (مانشستر)شارع أولد كومبتونحي برايد (ليفربول)فوكسهول |
| المثليين الذكور                                  | بولاريالساوناالتعارف الجنسي |
| المنظمات                                         | ستونوولأرشيف هول-كاربنترمجموعة استشارية للرجال السود المثليينأكتمؤسسة ناز وماتFFLAGمؤسسة المثليينشبكة المثليينأوترايت اسكتلنداسويتشبورد (المملكة المتحدة)اتحاد الطلبة المثليينالديمقراطيون الليبراليون للمثليينالمحافظون للمثليينحزب العمال للمثليينحملة العمال لحقوق المتحولين جنسياًميرميدزبريس فور تشينجثي جندر تراست |
| فعاليات الفخر                                    | BiCon (المملكة المتحدة)بيغ جاي أوتبرمنغهام برايدبورن فريبرايتون برايدبريستول برايددونكاستر برايدجي فيست - مهرجان الفنون للمثليينجلاسجاي!هوموتوبيا (ليفربول)ليدز برايدليستر برايدشهر تاريخ المثليينبي إف آي فلير: مهرجان لندن للأفلام المثليينمانشستر برايدمستر جاي المملكة المتحدةمستر جاي ويلزنورذرن برايدنوتنغهامشاير برايدبرايد كومريبرايد جلاسكوبرايد في هالبرايد في ليفربولبرايد في لندنبرايد سكوتياريدينغ برايدسوينسي برايدورثينغ برايد |
| المجموعات السابقة                                | آوت راج!حملة للمساواة للمثليينجمعية إصلاح قانون المثليةجبهة تحرير المثليينفريق عمل حقوق المثليينرتبة كايرونيا |
| التاريخ - الموضوعات                              | الخط الزمنيقائمة السياسيينأول من شغل مناصب LGBTالعنف ضد LGBTأزمة الإيدزعقوبة الإعدام |
| التاريخ - الخط الزمني المختصر                    | 342 م: نشاط الرجال مع الرجال غير قانوني1533 م: عقوبة الإعدام على نشاط الرجال مع الرجال1543 م: توسيع قانون بوجري إلى ويلز1828 م: قانون الجرائم ضد الأشخاص1835 م: إعدام جيمس برات وجون سميث1861 م: إلغاء عقوبة الإعدام للبوغري1885 م: تعديل لابوشير1889 م: فضيحة شارع كليفلاند1895 م: إدانة أوسكار وايلد بسلوك فاضح1912 م: افتتاح "كهف العجل الذهبي"1921 م: هزيمة خطط تجريم النشاطlesbian1936 م: تحول مارك ويستون1952 م: حملة جون نوت-باور1954 م: سجن بيت-ريفرز، مونتاغو، ويلديبلود1954 م: انتحار آلان تورينغ1957 م: صدور تقرير وولفيندين1967 م: إضفاء الشرعية على نشاط الرجال مع الرجال (إنجلترا وويلز)1972 م: أول مسيرة فخر بريطانية...2021 م: معادلة فترة التأجيل في التبرع بالدم |

## واجب المساواة في القطاع العام
تنص المادة ١٤٩ على أن الهيئات العامة الخاضعة لهذا الواجب مطالَبة بأن تأخذ بعين الاعتبار ثلاثة أهداف، وهي:
- القضاء على التمييز غير القانوني، والتحرش، والانتقام، وأي سلوك آخر محظور بموجب القانون،
- تعزيز تكافؤ الفرص بين الأشخاص الذين يشتركون في خاصية محمية وأولئك الذين لا يشتركون فيها، و
- تعزيز العلاقات الطيبة بين الأشخاص الذين يشتركون في خاصية محمية وأولئك الذين لا يشتركون فيها.[1]

وقد أشار المكتب الوزاري في المذكرة الإعلامية رقم ١/١٣ بعنوان "الشراء العام وواجب المساواة في القطاع العام"، إلى أنّ على الهيئات العامة أن تأخذ هذا الواجب بعين الاعتبار عند التخطيط للأنشطة الشرائية وتنفيذها، وبيّن بشكل خاص أنه عند إسناد الوظائف العامة إلى جهات خارجية، فمن المعتاد تضمين شروط في العقود توضح كيفية الالتزام بالواجبات والأهداف المتعلقة بالمساواة.

## لائحة قانون المساواة لعام ٢٠١٠ (الواجبات المحددة)
تطلبت لوائح قانون المساواة لعام 2010 (الواجبات المحددة) لعام 2011 (SI 2011–2260)، الصادرة في 9 سبتمبر 2011، من السلطات العامة نشر معلومات لإثبات امتثالها لواجب المساواة في القطاع العام وتحديد هدف أو أكثر تعتقد أنها يجب أن تعمل على تحقيقه.

## الطعون القانونية

### مدونة الممارسة بشأن "الخدمات، والوظائف العامة، والجمعيات"
في عام ٢٠٢٠، حاولت بعض الجماعات الطعن قانونيًّا في مدونة الممارسة الصادرة عن لجنة المساواة وحقوق الإنسان بشأن "الخدمات، والوظائف العامة، والجمعيات"، والتي تهدف إلى تقديم إرشادات عملية حول تطبيق قانون المساواة، وذلك فيما يتعلق بالنصيحة التي تُقدَّم لمقدّمي الخدمات بضرورة معاملة الأشخاص المتحولين جنسيًّا بوجه عام وفقًا لنوعهم الاجتماعي المُكتسب.
وقد فشل هذا الطعن في الحصول على جلسة استماع أمام المحكمة العليا للعدل، لأن القاضي لم يعتبر القضية قابلة للنظر فيها.
في ١٦ نيسان ٢٠٢٥، قضت المحكمة العليا للمملكة المتحدة في قضية شركة "من أجل نساء اسكتلندا المحدودة" ضد الوزراء الاسكتلنديين بأن تعريف القانون لكل من "امرأة"، و"رجل"، و"جنس" يشير فقط إلى "الجنس البيولوجي"، وأن "المرأة" لا تشمل النساء المتحولات جنسيًّا (حتى وإن كنّ يحملن شهادة الاعتراف بالجندر).
وقد صرّح القضاة قائلين: "عند قراءة النصوص بشكل عادل وفي سياقها، لا يمكن تفسير الأحكام المتعلقة بالخدمات المخصصة لجنس واحد إلا بالرجوع إلى الجنس البيولوجي".
ومع ذلك، أوضح القضاة أنهم لا يبتّون بشكل أوسع في تعريف "الجنس"، أو في ما إذا كانت النساء المتحولات جنسيًّا يُعتبرن نساءً في سياقات أخرى، مشيرين إلى أن "من غير اختصاص المحكمة أن تبتّ في معنى الجندر أو الجنس".
وقد أعاد اللورد هودج التأكيد على أن هذا الحكم لا يؤثر على الحماية التي يوفرها قانون المساواة لعام ٢٠١٠ ضد التمييز على أساس الخاصية المحمية المتعلقة بـ"التحوّل الجنسي"، مؤكدًا على أن الأشخاص المتحولين جنسيًّا هم فئة معرضة للضرر "تكافح ضد التمييز والتحامل أثناء سعيها للعيش بكرامة".
وحذّر من أن الحكم يجب ألا يُنظر إليه على أنه "انتصار لمجموعة أو أكثر في مجتمعنا على حساب مجموعة أخرى".
كما أصرّ القضاة على أن الأشخاص المتحولين جنسيًّا، رغم هذا القرار، لا يزال بإمكانهم رفع قضايا تتعلق بالتمييز الجنسي "ليس فقط بسبب التمييز عبر الخاصية المحمية للتحوّل الجنسي، بل أيضًا ضد التمييز المباشر، والتمييز غير المباشر، والتحرّش فيما يتعلق بنوعهم الاجتماعي المُكتسب".
وأشار الحكم أيضًا إلى أن القرار لا يغيّر أو يُبطل قانون الاعتراف بالجندر لعام ٢٠٠٤ أو الإجراءات المتعلقة بالحصول على شهادة الاعتراف بالجندر.

## قائمة المراجع
- إي. مَكغوهي، كتاب قضايا في قانون العمل (دار هارت، ٢٠١٩)، الفصول ١٢–.١٤
- إس. ديكن وجي. موريس، قانون العمل (دار هارت، ٢٠١٢)، الفصل السادس.
- بولي توينبي، «قانون هارمان هو أكبر فكرة لحزب العمال منذ ١١ عامًا»، (١٣ كانون الثاني ٢٠٠٩)، صحيفة ذا غارديان.

## الروابط الخارجية
- ما هو قانون المساواة؟ (محفوظ في الأرشيف بتاريخ 22 يونيو 2015) – لجنة المساواة وحقوق الإنسان.
- إطار لمستقبل أكثر عدلاً (محفوظ في الأرشيف بتاريخ 8 يونيو 2011) – مكتب المساواة الحكومية.
- «مقترحات لقانون المساواة الموحد لبريطانيا العظمى». موقع المجتمعات والحكم المحلي، 4 سبتمبر .2023
- صفحة البرلمان الخاصة بتقدم مشروع القانون.
- صفحة مكتب المساواة الحكومية حول مشروع قانون المساواة (محفوظ في الأرشيف بتاريخ 10 يوليو 2011).
- إرشادات قانون المساواة، محدثة في 8 مارس .2013
- صورة مشروع القانون على موقع البرلمان البريطاني.